# Iotabrycon praecox
Iotabrycon praecox es una especie de peces de la familia Characidae en el orden de los Characiformes, es la única especie del género Iotabrycon.

## Morfología
Los machos pueden llegar alcanzar los 2,2 cm de longitud total.

## Hábitat
Vive en zonas de clima tropical.

## Distribución geográfica
Se encuentran en Sudamérica: cuenca del río Vinces en  el Ecuador.